# Buxbaumia punctata
Buxbaumia punctata är en bladmossart som beskrevs av Chen Pan-chieh och Li Xing-jiang 1964. Buxbaumia punctata ingår i släktet sköldmossor, och familjen Buxbaumiaceae. Inga underarter finns listade i Catalogue of Life.